# Canóvanas
Canóvanas – miasto w Portoryko, w gminie Canóvanas. Według danych szacunkowych na rok 2008 liczy 8 540 mieszkańców. Zostało założone w 1909.